# Марьина Гора (Луховицкий район)
Марьина Гора — деревня в Луховицком районе Московской области, принадлежит к Газопроводскому сельскому поселению. До 2006 года Марьина Гора была центром Носовского сельского округа.
Сама деревня находится в юго-восточной части Луховицкого района практически на границе с Рязанской областью. Расположена Марьина Гора между деревнями Носово-2 и Носово-1, к юго-западу от Носово-2 на правом береги реки Пилис.
По данным 2010 года в деревне проживает 86 человек. Ближайшие населённые пункты к деревне: Носово-2 — 500 м и Носово-1 — 1,5 км. Рядом с Марьиной Горой также находится небольшой приток Пилиса, на котором имеется маленькое озерце.

## Расположение
- Расстояние от административного центра поселения — посёлка Газопроводск
  - 9 км на юго-восток от центра посёлка
  - 12 км по дороге от границы посёлка
- Расстояние от административного центра района — города Луховицы
  - 28 км на юго-восток от центра города
  - 27 км по дороге от границы города

## Население
| 2002 | 2006 | 2010 |
| ---- | ---- | ---- |
| 91   | ↘88  | ↘86  |